# Jeanne Leleu
Jeanne Leleu (Saint-Mihiel, 29 december 1898 – Parijs, 11 maart 1979) was een Frans componiste, muziekpedagoge en pianiste. Haar vader was een militaire kapelmeester en haar moeder een pianolerares.

## Levensloop
Leleu leerde al als klein meisje de piano te bespelen. Op negenjarige leeftijd werd zij toegelaten als studente aan het Conservatoire national supérieur de musique in Parijs. Zij bleef daar 13 jaar en studeerde bij Marguerite Long (piano), Auguste Chapuis (harmonie), Georges Caussade (contrapunt en fuga) en Charles-Marie Widor (compositie. Verder studeerde zij privé bij Alfred Cortot (piano). Op twaalfjarige leeftijd speelde zij samen met Geneviève Durony in de Salle Gavoty de première van Ma Mère l'Oye van Maurice Ravel in de versie voor vierhandig piano. Haar voordracht heeft bij Ravel misschien een sterk indruk achterlaten, omdat hij haar 3 jaar later zijn Prélude opdroeg.
In 1947 werd zij benoemd tot professor voor muziekanalyse en in 1952 voor harmonieleer aan het Conservatoire national supérieur de musique in Parijs.
In 1923, een jaar na de publicatie van haar Kwartet, won zij met de cantate Béatrix de Grand Prix de Rome. Daaraan verbonden was een verblijf van drie jaar in de Villa Medici in Rome. Gedurende haar verblijf in Rome ontstonden meerdere orkestwerken een de muziek voor het saterspel Cycloop van de Griekse tragediedichter Euripides. Vervolgens keerde zij terug naar Parijs. In 1931 publiceerde Leleu de driedelige symfonische suite Transparences, die in 1933 in première ging. Zij componeerde twee balletten, verdere werken voor orkest, harmonieorkest, vocale muziek en vooral pianowerken.

## Composities

### Werken voor orkest
- 1926 Esquisses italiennes, voor orkest
- 1927 Deux Danses, voor orkest 
  1. Nocturne
  2. Rustique
- 1931 Transparences, symfonische suite
  1. L'arbre plein de chants - naar André Gide
  2. Miroir d'eau - naar «Fragments du Narcisse» van Paul Valéry
  3. Etincelles d'été - naar «La jeune Parque» van Paul Valéry
- 1932 Croquis de théâtre[4]
- 1937 Concert, voor piano en orkest
- 1947 Femmes, suite voor orkest
- 1957 Virevoltes, suite voor orkest

### Werken voor harmonieorkest
- 1926 Suite symphonique, voor harmonieorkest en piano
  1. Prélude
  2. L'arbre plein de chants
  3. Mouvements de foule
  4. Bois sacré
  5. Joie populaire

### Muziektheater

#### Balletten
| Voltooid in | titel      | aktes               | première                          | libretto        | choreografie        |
| ----------- | ---------- | ------------------- | --------------------------------- | --------------- | ------------------- |
| 1939        | Jour d'été | 1 akte, 4 taferelen | 4 mei 1940, Parijs, Opéra-Comique | Simon Gantillon | Constantin Tcherkas |
| 1947        | Nantéos    | 3 aktes             | 26 april 1947, Monte-Carlo, Opéra | René Dumesnil   | Serge Lifar         |

#### Toneelmuziek
- 1928 Le Cyclope, muziek tot het saterspel - tekst: Euripides

### Vocale muziek

#### Cantates
- 1923 Béatrix, cantate - tekst: Jean Gandrey-Réty

#### Werken voor koor
- 1923 Deux chœrs à 4 voix, voor gemengd koor - tekst: Albert Samain
  1. Le repos en egypte
  2. Hymne au soleil
- 1924 Hymne au soleil, voor gemengd koor en piano - tekst: Jean Lahor

#### Liederen
- 1922 Joli bâton, mélodie voor mezzosopraan (of bariton) en piano - tekst: Gabriel Vicaire
- 1924 Il bacio, voor zangstem en piano - tekst: Paul Verlaine
- 1925 Six sonnets de Michel-Ange, voor zangstem en orkest - tekst: Michelangelo Buonarroti; Franse vertaling: Marguerite Varcollier
- Retraite, mélodie voor contra-alt en piano - tekst: Albert Samain

### Kamermuziek
- 1922 Kwartet, voor viool, altviool, cello en piano
- 1956 Danse nostalgique uit het ballet "Nautéos", voor altsaxofoon en piano

### Werken voor piano
- 1928 En Italie, tien pianostukken
- 1928 Par les rues éclatantes
- 1929 Pochades, 5 pianostukken
- 1929 Un peu de tout..., 5 lichte stukken voor piano
- 1947 Mélodie, Melody - Melodia..., uittreksel uit "Jardin d'enfants"

## Publicaties
- Mélodie, Jardin d'enfants. Pièces faciles pour le piano choisies et doigtées par Marie-Rose Clouzot. Avant-propos et notices de Marie-Rose Clouzot. Couverture [en coul.] et illustration de Anne Marie Bossaert.... Premier recueil, 4
- Pour voix élevées, Répertoire moderne de Vocalises-études figurant aux programmes des concours du Conservatoire de Paris. Publiés sous la direction de Amédée Louis Hettich (1856-1937). Cinquième volume, 9
- Un jour d'été, Traits difficiles tirés d'oeuvres symphoniques et dramatiques pour tous les instruments, recueillis par G. Crunelle.... Avec une préface de M. Claude Delvincourt.... Flûte, 2